# Limnophila antennella
Limnophila antennella är en tvåvingeart som beskrevs av Alexander 1929. Limnophila antennella ingår i släktet Limnophila och familjen småharkrankar. Inga underarter finns listade i Catalogue of Life.